# Chiemgaugrafen
Als Chiemgaugrafen und Grafen im oder vom Chiemgau gelten, ohne gebürtige Chiemgaugrafen, die später unter einem anderen Grafentitel aufscheinen:

## Einzelne Grafen vor 10. Jahrhundert
- In gewissem Sinn kann der namensgebende Graf Chiemo als erster Chiemgaugraf gelten. Allerdings gibt es von ihm keinen urkundlichen Niederschlag.
- Gunther (auch: Guntherius) im oder von Chiemgau (um 749), Sohn oder Neffe des Herzogs Tassilo III., siehe Kloster Otting, (verheiratet mit Hadeburg); unter Umständen identisch mit dem heiligen Gunther von Melk, der 775 bei einer Eberjagd ums Leben gekommen sein soll, worauf Tassilo an der Todesstelle 777 das Stift Kremsmünster gründete und dort seinen Sohn oder Neffen begraben ließ.

## Otakare im 10. und 12. Jahrhundert
1. Ottokar (auch: Otakar I.) Graf in Karantanien oder des Erzbischofs Adalbert von Salzburg, verheiratet mit der Luitpoldinger Rihni vom Traungau
  1. Ottokar (auch Otakar II.) im oder von Chiemgau († nach 923 und vor 959), auch Graf im Traungau, erwähnt ab 923, verheiratet mit Alta
    1. Ottokar (auch: Otakar III.) im oder von Chiemgau († 1. Mai 976), erwähnt ab 951, verheiratet mit Wilibirg von Lambach
      1. Arnulf im Chiemgau (um 980)
        1. Ottokar (auch: Otakar oder Oci V.) im oder von Chiemgau († 5. März 1020), Vogt von Traunkirchen, verheiratet mit einer Wilibirg von Lambach
          1. Ottokar (auch: Otakar VI.) im oder von Chiemgau († 1075), I. von Steiermark, verheiratet mit Wilibirg von Eppenstein-Kärnten
            1. Ottokar (auch: Otakar VII.) im oder von Chiemgau († 1122), II. von Steiermark, verheiratet mit Elisabeth, Prinzessin von Österreich

Mit dieser Generation verlagert das Geschlecht seinen Hauptsitz endgültig in die Steiermark.
Zu den Otakaren vgl. den Ort Otterkring westlich von Prien am Chiemsee und den (unsicher: davon abhängigen) Ort Ottakring, heute in Wien (Österreich)

## Sieghartinger im 10. und 11. Jahrhundert
Die Sieghartinger sind zugleich Grafen im oberen Sulzburg- und Salzburggau.
1. Sieghard (auch: Sigihard, Sighard, Sizzo, Sizo II.) im oberen Sulzburg- und Salzburggau, verheiratet mit einer Tochter von Graf Engelbert I. am Inn, oder Sohn des Vogtes Hartwig von Salzburg, verheiratet mit einer Tochter des Grafen Sieghard (auch: Sigihard, Sighard, Sizzo, Sizo)
  1. Sieghard (auch: Sigihard, Sighard, Sizzo, Sizo III.) im oder von Chiemgau († nach 9. Juni 959 und vor 962), erwähnt ab 924
    1. Sieghard (auch: Sigihard, Sighard, Sizzo, Sizo IV.) im oder von Chiemgau († 25. September 980), zugleich Graf im oberen Sulzburg- und Salzburggau erwähnt ab 963, verheiratet in 2. Ehe mit Willa (auch: Wila), Tochter von Graf Bernhard
    2. Friedrich II. im oder von Chiemgau († nach 1000)
    3. Engelbert II., III. und IV. im oder von Chiemgau († um 1020), erwähnt ab 970, verheiratet mit Adala (auch: Adela von Bayern), Tochter des Pfalzgrafen Hartwig I. oder des Grafen Hartwig im Isengau, Witwe von Pfalzgraf Aribo I.
      1. Sieghard (auch: Sigihard, Sighard, Sizzo, Sizo V., VI. und VII.) in oder von Chiemgau († 5. Juli 1044 oder 1046), Vogt von Salzburg Freising und St. Peter (Salzburg); erwähnt ab um 1010, verheiratet mit Pilihild (auch: Bilihild von Pottenstein), Tochter des Grafen Friedrich an der oberen Isar und Judith (auch: Tuta von Ebersberg)
        1. Sieghard (auch: Sigihard, Sighard, Sizzo, Sizo VIII.) im oder von Chiemgau († 21. Juli 1080), zugleich Graf im Champriche, Sohn von Sieghard VI. und Judith von Ebersberg
        2. Engelbert V. im oder von Chiemgau († 7. August 1078), Domvogt von Salzburg, verheiratet mit Irmgard von Rott
        3. Marquard (auch: Markwart) im oder von Chiemgau († um 1085), siehe Marquartstein, verheiratet mit Adelheid von Horburg-Lechsgemünd

Mit dieser Generation verlagert das Geschlecht seinen Hauptsitz außerhalb des Chiemgaus.
Zu den Sieghartingern vgl. auch den Ort Siegharting im Chiemgau

## Einzelne Grafen im 10. und 11. Jahrhundert
- Pabo (auch: Babo) III. im oder von Chiemgau (11. Jahrhundert), mit Hauptsitz in Vogtareuth, Sohn des Grafen Pabo (auch: Babo II.) von Kühbach

1. Aribo III. vom oder im Chiemgau (um 950 oder 960), zugleich Graf von Freising, Sohn Kadalhohs II. (auch: Chadalhohs II.) im Isengau
  1. Drusunda († um 993) (Erbtochter des Chiemgaugrafen Aribo; einzige Schwester von Aribo IV. Pfalzgraf von Bayern, Piligrim, Bischof von Passau und Kuno (auch: Chuono), Graf von Rott; verheiratet mit Graf Adalbert von Moosburg)